# Pilosium sprucei
Pilosium sprucei là một loài rêu trong họ Stereophyllaceae. Loài này được Thér. mô tả khoa học đầu tiên năm 1936.
Danh pháp khoa học của loài này chưa được làm sáng tỏ. 